# Asti Servizi Pubblici
Asti Servizi Pubblici (ASP) è un'azienda che eroga servizi di trasporti urbani ed extraurbani, noleggio con conducente, gestione della sosta, servizio idrico integrato, servizi cimiteriali e tempio crematorio, raccolta dei rifiuti in Asti e provincia, energia. Opera in regime di concessione.

## Storia
L'Asti Servizi Pubblici è stata fondata il 1º settembre 1974 dall'amministrazione comunale per creare un'azienda unica a cui delegare la gestione dei trasporti pubblici e della nettezza urbana.
Nel 1997 l'Asti Servizi Pubblici si occupa del servizio di parcheggi a pagamento e rimozione forzata. Nello stesso anno è stata affidata all'Asti Servizi Pubblici anche la gestione dell'acquedotto cittadino di Asti e dal 1º gennaio 1999, la gestione del servizio fognature e depurazione delle acque.

## Azionariato
È una società per azioni costituita da Comune di Asti (55%) e NOS Nord Ovest Servizi SPA (45%).